# Juana Lumerman
Juana Lumerman (1905–1982, Buenos Aires, Argentina) fue una artista visual argentina que pintó en estilos figurativos y abstractos.

## Biografía
Se graduó con una licenciatura en pintura en 1935 por la Academia Nacional de Bellas Artes en Buenos Aires.  Lumerman estudió y se entrenó allí con profesores europeos incluyendo a Aquiles Badi conocido por sus tendencias constructivistas y metafísicas y Emilio Centurion por su orden de volúmenes y forma, así como con Carlos Ripamonte un pintor de una generación más temprana conocido por su trabajo con una vena Impresionista.
En 1936, ganó el primer premio en el VI Salón Femenino de Bellas artes en Buenos Aires. En un ensayo de 1993, el historiador de arte Cesar Magrini evoca el periodo y describe a Lumerman como "...Una pionera y una exploradora de caminos nuevos. Aquellos eran años cuándo uno podría contar con los dedos de uno aquellas mujeres quienes se permitían pintar, modelar o esculpir sin ser considerada una perversión."
A principios de los 1940s, Juana mostraba su pintura en Buenos Aires con un grupo mixto de compañeros. En 1941, El Museo del Arte en Los Ángeles invitó a varios artistas argentinos a representar su país en una exposición de EE. UU. el grupo Lino incluía a Enea Spilimbergo, Raquel Forner, Ramón Gómez Cornet, Antonio Berni, Emilio Pettoruti y a Juana Lumerman.
En 1945, ocupó un año exhibiendo, viajando y trabajando en Brasil. Durante su carrera, pintó imágenes dinámicas de carnaval, fútbol y tango sirviendo de contrapuntos a más estáticas y estructuradas, más metafísicas, escapistas y temas de bodegón en su pintura.
En 1948, Juana viajó a Washington D. C. para un espectáculo artístico al que fue invitada. En 1950, la artista viajó al norte argentino donde mucha de la intelligentsia porteña se dirigía en un intento de evitar los constreñimientos visuales y estéticos de la presidencia de Juan Perón.
A pesar de sus viajes a Brasil y a las provincias del norte de Argentina, su paleta tendió a ser muy fresca y tonalmente sombría. La artista de caballete pintaba típicamente trabajos a medida al óleo; utilizando lo figurativo con un estilo notable por su fluidez de línea y una pintura muy hábil que manejaba.
En un artículo de 1952, en la revista de bellas artes británica "The Studio" nombra a Juana Lumerman, Raquel Forner y Mane Bernardo como tres mujeres claves en la escena de las artes visuales de Argentina.
Juana Lumerman exhibió raramente en años subsiguientes, con algunas excepciones notables, como un espectáculo solista en la respetada Galería Van Riel en 1967 y un prestigioso Salón Estímulo 1968 con maestros argentinos y artistas contemporáneos incluyendo a Carlos Alonso, Castagnino, Riganelli, Policastro, Carlos Ripamonte Berni y Soldi. En una entrevista de 1978 a un diario, el crítico de arte Hugo Monzon citando a Juana Lumerman escribió: "He siempre trabajado. Deseo (ahora) que las personas conozcan mis cosas, que rompan con modestia, porque el trabajo las hace desnudas".
Juana Lumerman pintó en su estudio de calle Paraguay, en el centro de Buenos Aires hasta su muerte en 1982.